# Brownsville (Ohio)
Pour les articles homonymes, voir Brownsville.
Brownsville est une communauté non incorporée et une census-designated place située dans le comté de Licking en Ohio.
Sa population était de 214 habitants en 2020. Elle se trouve à l'intersection de l'U.S. Route 40 avec la Route 668.